# Attila József

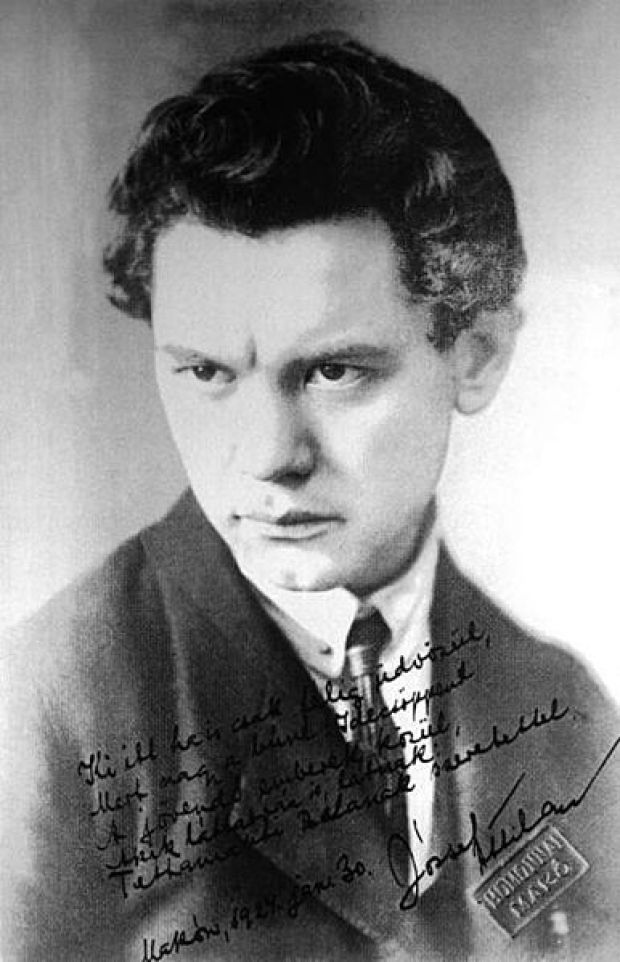
Attila József (1927)

Attila József, ungarische Namensform József Attila [ˈjoːʒɛf ˈɒtilːɒ] (* 11. April 1905 in Budapest, Österreich-Ungarn; † 3. Dezember 1937 in Balatonszárszó) war ein ungarischer Lyriker, der zu den bedeutendsten des Landes zählt.

## Leben

### Die frühen Jahre
Attila József wurde 1905 als sechstes Kind eines Seifensieders in einfachen Verhältnissen geboren. Drei der fünf Geschwister waren zum Zeitpunkt seiner Geburt allerdings bereits verstorben. So hatte er zwei Schwestern, die ältere Jolán und die jüngere Eta. 1908, als Attila drei Jahre alt war, verließ der Vater die Familie und verschwand angeblich nach Amerika.
Attilas Mutter Borbála Pőce stammte aus der ungarischen Provinz. Nach der Flucht ihres Mannes wurde sie Wäscherin in Budapest und hatte Schwierigkeiten, die Familie zu ernähren. Zwischen 1910 und 1912 mussten deshalb Attila und seine Schwester Eta zweieinhalb Jahre bei Pflegeeltern in Öcsöd verbringen. Dort wurde er nicht mehr bei seinem damals seltenen Vornamen Attila, sondern „Pista“ (Koseform von István/Stefan) gerufen. Diese Zeit hat József nach eigenen Angaben stark geprägt, so begann er etwa, nach den Ursprüngen seines wahren Vornamens Attila zu forschen. Nach der Rückkehr der Kinder zu ihrer Mutter lebten sie zusammen im Budapester Stadtteil Pest.

### Der Erste Weltkrieg
Attila war neun Jahre alt, als der Erste Weltkrieg ausbrach. In dieser Zeit half er bereits seiner Mutter im Haushalt und bei der Arbeit. Er beschreibt dies in seinem Lebenslauf:

„Auch ich durfte mich zur Genüge vor den Geschäften anstellen, wobei es vorkam, daß ich seit neun Uhr abends vor einem Lebensmittelladen in der Schlange gewartet hatte und man mir am Morgen um halb acht, wenn ich dann an der Reihe gewesen wäre – unmittelbar vor meiner Nase – erklärte, daß das Schmalz aus sei. Ich half meiner Mutter so gut ich eben konnte. Ich verkaufte Wasser im Filmtheater 'Világ' (Anm.: 'Welt'), stahl Holz und Kohlen auf dem Franzstädter Bahnhof, um an Heizmaterial zu kommen, und bastelte bunte Papierwindrädchen, die ich an Kinder aus bessergestellten Familien verkaufte. In den Markthallen schleppte ich Körbe und Pakete usw.“

Im Jahr 1914 versucht József nach einem Streit mit seiner Schwester Jolán Selbstmord zu begehen. Im selben Jahr erkrankt seine Mutter schwer. Vier Jahre später, 1918, konnte er im Rahmen eines Kinderhilfeprogrammes einige Wochen in Abbazia verbringen. Dort verfasste er seine ersten Gedichte. Im Folgejahr 1919 heiratete Jolán den Rechtsanwalt Ödön Makai. Attila zog zu Verwandten aufs Land. Im selben Jahr verstarb auch die Mutter. Sie kommt in mehreren Gedichten von Attila József vor. Ab 1920 besucht Attila das Gymnasium in Makó.

### Erste Veröffentlichungen

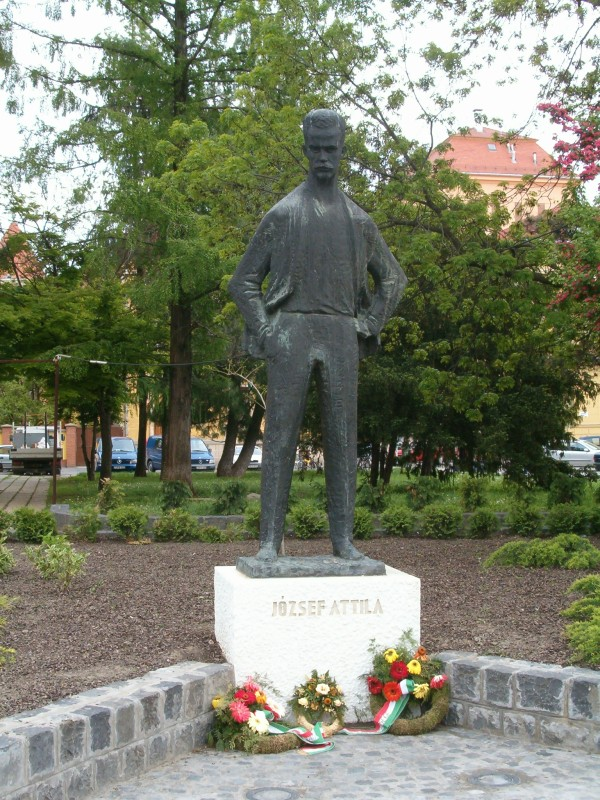
Statue von Attila József vor der Universität in Szeged

1922 und 1923 veröffentlichte die liberale und bedeutendste ungarische Literaturzeitschrift des 20. Jahrhunderts Nyugat seine ersten Gedichte. Er kommentierte dies mit:

„Man hielt mich für ein Wunderkind, obwohl ich nur ein Waisenkind war.“

Eines der Gedichte brachte ihm dann einen Prozess wegen Gotteslästerung ein, in dem er allerdings freigesprochen wurde. Es gelang ihm allmählich, das Gymnasium zu absolvieren. Allerdings musste er immer wieder arbeiten, um seinen Lebensunterhalt bestreiten zu können, einmal als Schiffsjunge auf Donaudampfern, einmal als Hauslehrer, einmal als Tagelöhner.
1922 erschien sein erster Gedichtband, mit einem Vorwort des hervorragenden Lyrikers Gyula Juhász. In dieser Zeit war Attila noch Unterprimaner. Der Band trug den Titel Szépség koldusa (= Bettler der Schönheit). Vor allem sein Sonett Éhség (= Der Hunger) wurde als selbständig und durchaus neuartig empfunden. Seine Verse erschienen damals in den lokalen Zeitungen von Szeged und in Nyugat.
1924 begann er in Szeged Ungarisch, Französisch und Philosophie zu studieren. Seine zweite Gedichtsammlung Nem én kiáltok (= Der, der schreit, bin ich nicht) ist in Szeged erschienen. Schon während seiner jungen Jahre bekam er Schwierigkeiten wegen seiner Gedichte. Vor allem wegen des Gedichts Tiszta szívvel (= Reinen Herzens) (1925), wurde er von Professor Antal Horger von der Universität Szeged verwiesen. József berichtet hierzu:

„Allerdings wurde mir dadurch vollends die Lust genommen, daß mich Prof. Antal Horger, bei dem ich die Prüfung für ungarische Sprache hätte ablegen müssen, zu sich rufen ließ und mir vor zwei Zeugen – ich weiß ihre Namen noch heute, beide sind bereits Mittelschullehrer – bedeutete, daß aus mir, solange er da sei, niemals ein Mittelschullehrer werden würde, „weil einem solchen Menschen“ – so wörtlich – „der solche Gedichte schreibt“ und er hielt mir dabei ein Exemplar des Blatts 'Szeged' unter die Nase „können wir nicht die Erziehung der kommenden Generation anvertrauen“.“

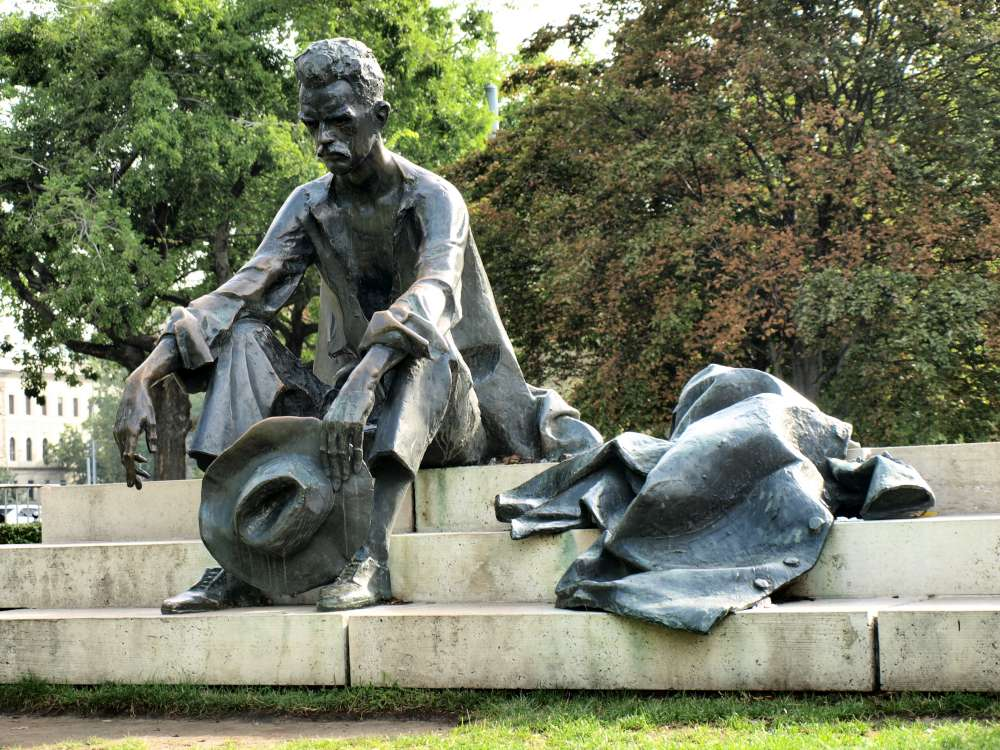
Statue von Attila József in Budapest

In dem darauffolgenden Jahr lebte er in Wien, wo er zuerst von kleineren Arbeiten lebte. Dann bekam er einen Freitisch im Collegium Hungaricum und unterrichtete dort. In Wien lernte er Lajos Kassák, Tibor Déry, György Lukács und Lajos Hatvany kennen. Er kam immer wieder für kurze Perioden nach Ungarn zurück, um dann aber nach Paris zu fahren.
Von 1926 bis 1927 hörte József Vorlesungen an der Sorbonne. In dieser Zeit las er auch Marx, Hegel und Lenin. In Paris übersetzte er Villon und Apollinaire und wurde Mitglied der Union Anarchiste-Communiste. Er kehrte 1927 endgültig nach Ungarn zurück und wurde dort 1930 Mitglied der illegalen Kommunistischen Partei Ungarns, aus der er, weil er sich für den Freudomarxismus interessierte, später noch ausgeschlossen wird.
In einem Brief, den er Anfang 1933 an den Lyriker Mihály Babits richtet, heißt es: „Seit längerer Zeit hungern wir, meine Frau und ich, im wahrsten Sinne des Wortes.  Der Wirtschaftsverband der Schriftsteller wies mir als Mittagessen einen Kaffee und eine Semmel im Café Club an; diese Hilfe nahm ich monatelang in Anspruch, sie hörte aber am 1. Januar auf.“
1935 wurde er Chefredakteur der Literaturzeitschrift Szép szó. Er war damals schon schwer krank: er litt unter schweren Depressionen, weswegen er sich psychoanalytischen Therapien unterzog, von Ende 1934 bis Ende 1936 bei Edit Gyömrői und zuletzt bei Róbert Bak. Ein Jahr später 1936 erschien seine letzte Gedichtsammlung Nagyon fáj (= Es schmerzt heftig). Im Januar 1937 wollte er den aus NS-Deutschland emigrierten Thomas Mann zu dessen Lesung von Lotte in Weimar in Budapest mit seinem Gedicht Wie lange wohl noch steht ein Saal für Dich bereit? begrüßen, was allerdings seitens der damaligen Regierung (unter Premierminister Kálmán von Darányi, der den Annäherungskurs Ungarns an Deutschland stark vertiefte) zensiert wurde.

### Tod
Im Laufe dieser Jahre litt Attila József zunehmend an Depressionen; 1937 kam er in ein Nervensanatorium. Dennoch handelte es sich  – anders als vielfach kolportiert – bei seinem frühen Tod im Alter von 32 Jahren wohl nicht um Suizid, sondern wahrscheinlich um einen tragischen Unfall: am 3. Dezember 1937 versuchte er bei Balatonszárszó (am Südufer des Plattensees), einen stehenden Güterzug, welcher den Bahnübergang blockierte, zwischen den Waggons zu unterqueren; als der Zug sich in diesem Moment in Bewegung setzte, wurde er offenbar durch die Anhängerkupplung am Kopf erfasst, wodurch er das Bewusstsein verlor, auf das Gleis geschleudert und gerädert wurde (dies bestätigten die Polizei- und Krankenhausberichte; auch erfolgte die Räderung zwischen den Wagen und nicht durch die Lokomotive an der Spitze des Zuges, wie bei Suiziden üblich).

## Die Bedeutung seines Lebenswerkes
In Ungarn zählt Attila József zu den größten Dichtern des Landes. So wird seit 1964 in Ungarn der Geburtstag Józsefs als „Tag der Poesie“ gefeiert, was von der Wertschätzung der Nachwelt zeugt. Die Lyrik Attila Józsefs ist außerordentlich vielschichtig. Der aus sehr einfachen Verhältnissen ausgebrochene und zum Intellektuellen avancierte Dichter hört und erfühlt die Klage des dörflich-urbanen Arbeiters. Gleichzeitig lassen ihn die intellektuellen Fragen der Zeit, wie die Problematik im Verhältnis zwischen Individuum und Gemeinschaft oder die Beziehung zwischen Macht und Humanismus, nicht unberührt. In seinen Gedichten sind die den ungarischen Volksliedern entnommene Stilnote sowie die Züge der modernen europäischen Literatur, vom Realismus zum Abstrakten, nebeneinander präsent. Obwohl die politische Dichtung Józsefs ebenfalls bedeutend ist, wurde er nicht zum Dichter einer Bewegung. Jegliche Ideologie war er nur bereit, den Gesetzen der Dichtung untergeordnet zu repräsentieren. Attila József spricht alle an, die sich nach dem Schönen, dem Menschlichen sehnen.
Seine Werke genießen auch außerhalb der Landesgrenzen Anerkennung. Seine Bedeutung in der Weltliteratur wird mit der Rolle Béla Bartóks in der Musikgeschichte verglichen.
Im Jahre 1950 wurde in Ungarn der Attila-József-Preis (József Attila-díj) gestiftet. Der Literaturpreis wird seither an Dichter, Schriftsteller und Literaturwissenschaftler vergeben. Die  Medaille zeigt ein Porträt Józsefs.
Die Universität von Szeged war ab 1962 nach József benannt, bis sie diesen Namen im Rahmen einer Umstrukturierung im Jahre 2000 ablegte.
In Ungarn gibt es in jeder Stadt und in fast jedem Dorf eine Straße, die seinen Namen trägt, in Budapest gleich zwölf.

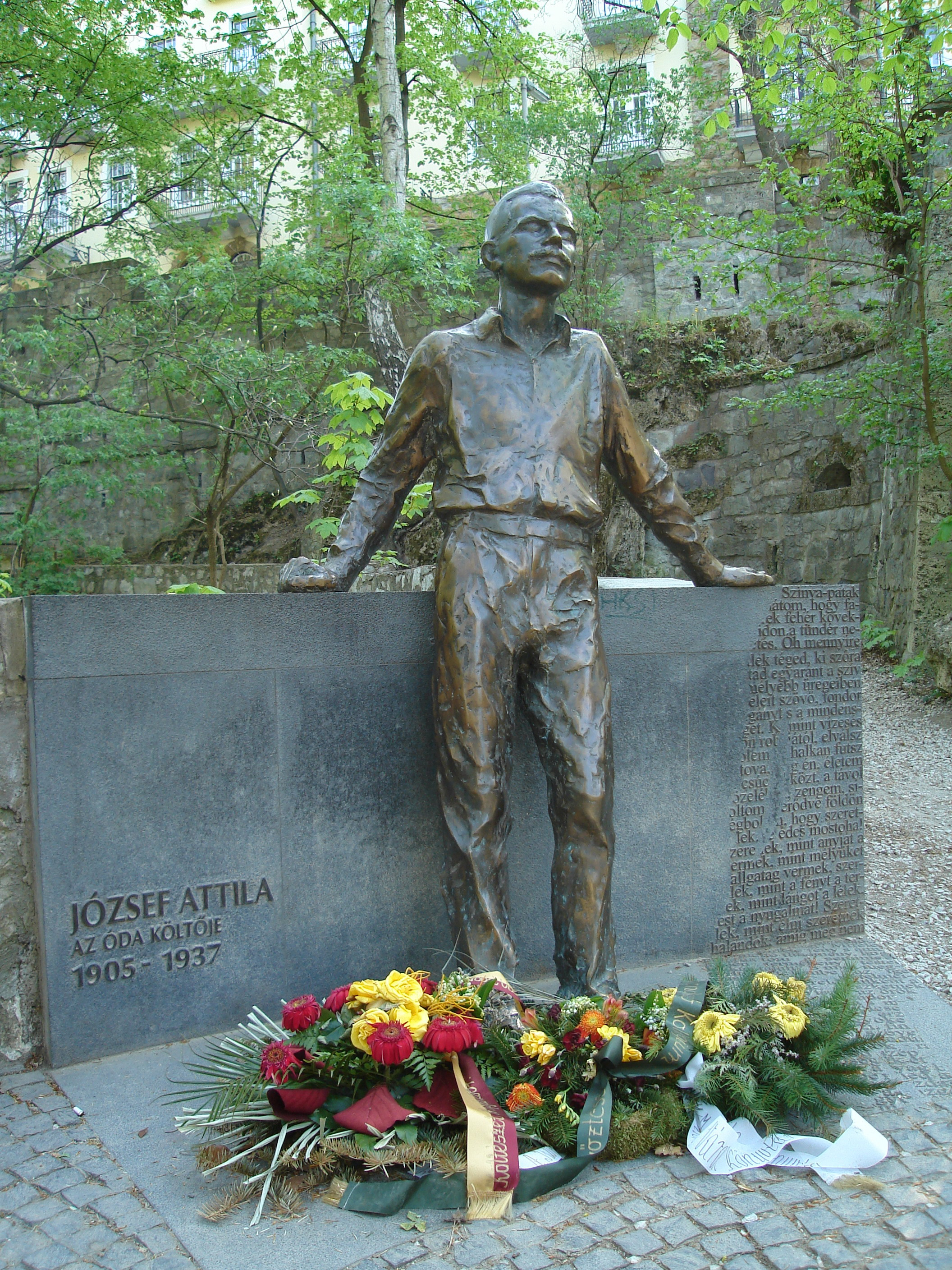
Denkmal für den 100. Geburtstag des Dichters in Miskolc

Zum Gedenken an seinen 100. Geburtstag wurde das Jahr 2005 von der UNESCO zum „József-Attila-Jahr“ erklärt.

## Posthume Preise
- 1938 Baumgarten-Preis
- 1948 Kossuth-Preis

## Übersetzungen in die deutsche Sprache
- József, Attila, 1905–1937. Gedichte / Attila Jozsef, herausgegeben von Stephan Hermlin, deutsch von Gunther Deicke, Verlag Volk und Welt, Berlin, 1960
- Attila József, Am Rande der Stadt, übersetzt von Alexander Gosztonyi, Tschudy, St. Gallen, 1963
- Ein wilder Apfelbaum will ich werden. Gedichte 1916–1937 (Szeretném, ha vadalmafa lennék, übertragen und herausgegeben von Daniel Muth (Csaba Báthori), Vorwort von Ferenc Fejtő, Nachwort von György Dalos). Ammann, Zürich 2005, ISBN 3-250-10488-4 (Texte deutsch und ungarisch).
- Liste freier Ideen. Herausgegeben und übersetzt von Christian Filips und Orsolya Kalász. (roughbooks 043, Berlin und Schupfart, 2017) ISBN 978-3-906050-30-0

## Der Streit um Attila Józsefs Denkmal in Budapest
Die rechtsgerichtete ungarische Regierung Orbán veröffentlichte 2011 Pläne, das nach 1945 errichtete Denkmal des als politisch links geltenden Dichters am Kossuth-Platz hinter dem Budapester Parlamentsgebäude zu beseitigen. Dagegen erhoben sich Proteste, vor allem aus Künstler- und Intellektuellenkreisen. Die Statue steht auch heute noch in der Nähe des Parlamentsgebäudes.